# Parco La Grange
Il Parco La Grange (in francese Parc La Grange o Parc de la Grange) è un parco cittadino situato nella città di Ginevra, nel Canton Ginevra, in Svizzera.
Il parco si trova nella riva sinistra del Lago Lemano, lungo il Quai Gustave-Ador e, con una superficie di 21,31 ettari, ospita un notevole numero di alberi monumentali, il roseto più grande di Ginevra, vari aranceti, un giardino in stile alpino e una villa del XVIII secolo. Vi si trovano anche due teatri, un parco giochi e una piscina per bambini.

## Storia

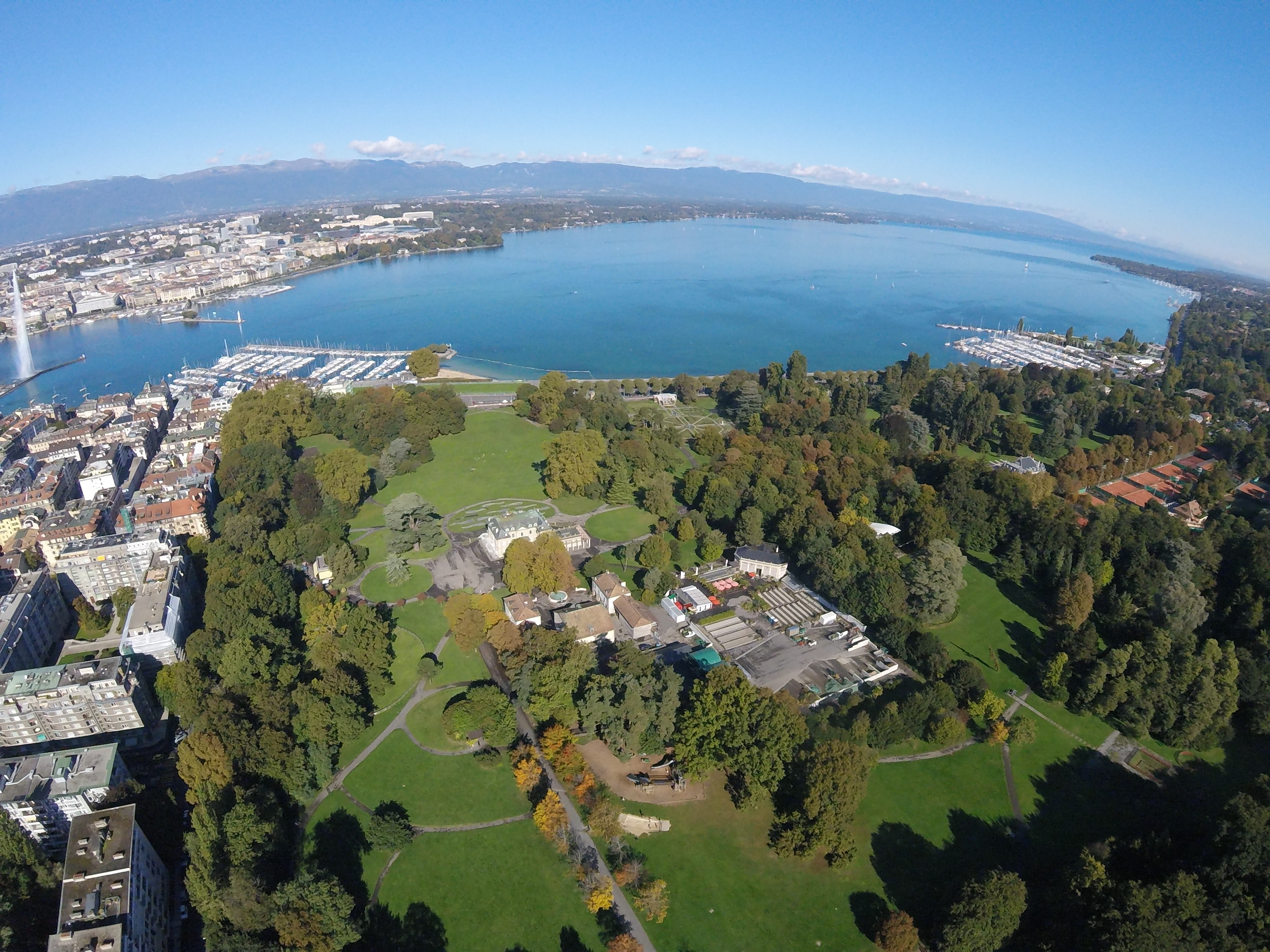
Veduta aerea del parco La Grange

Il parco è stato oggetto di diverse campagne di scavi archeologici, che hanno rilevato tracce di occupazione umana risalenti al V millennio a.C., tra cui due Menhir, i resti di un edificio della Età del bronzo (I millennio a.C.) e di un palazzo d'epoca gallo-romana del I secolo, che occupava l'attuale sede del parco.
La proprietà di La Grange venne creata da Jacques Franconis (1622-1702) nel 1660. Tra il 1768 e il 1773, tre dei figli del banchiere Marc Lullin, che acquistò la tenuta nel 1706, vi fecero costruire una magione in stile francese; una pianta del 1789 mostra una casa circondata da prati, appezzamenti di alberi allineati ad angolo retto, vicoli e aiuole geometriche, in stile francese.
Nel 1800, François Favre (1736-1814), armatore ginevrino che fece fortuna a Marsiglia nel commercio con l'Oriente, acquistò la tenuta di La Grange dal banchiere Jean Lullin (1745-1803), che perse gran parte delle sue fortune con la Rivoluzione francese; dopo alcune modifiche, la planimetria del parco del 1848 mostra che le precedenti aiuole furono sostituite da vialetti e piantumazioni a linee curve o tratteggiate, all'inglese. Nel 1864 su invito del suo proprietario, Edmund Favre (1812-1880), si tenne nella villa la prima conferenza del Comitato internazionale della Croce Rossa.
Il parco è stata una proprietà privata fino al 1918, anno in cui venne lasciato in eredità alla città di Ginevra da William Favre; quest'ultimo in precedenza intraprese lavori su larga scala, tra cui movimenti di terra, nuove piantumazioni di alberi e un laghetto alimentato da una sorgente, a cui si aggiunse propagazione di specie esotiche e l'impianto di nuove specie arboree. Tra il 1945 e il 1946 il comune svizzero creò nel parco il più grande roseto pubblico del Canton Ginevra. Nel 1947, la Société genevoise d'horticulture ha creato un concorso internazionale relativo alle nuove rose ospitato in un nuovo roseto situato nella parte superiore del parco. Il 10 giugno 1969 Papa Paolo VI, durante la sua visita a Ginevra, celebrò nel parco una messa con circa 70.000 persone presenti.

## Villa La Grange

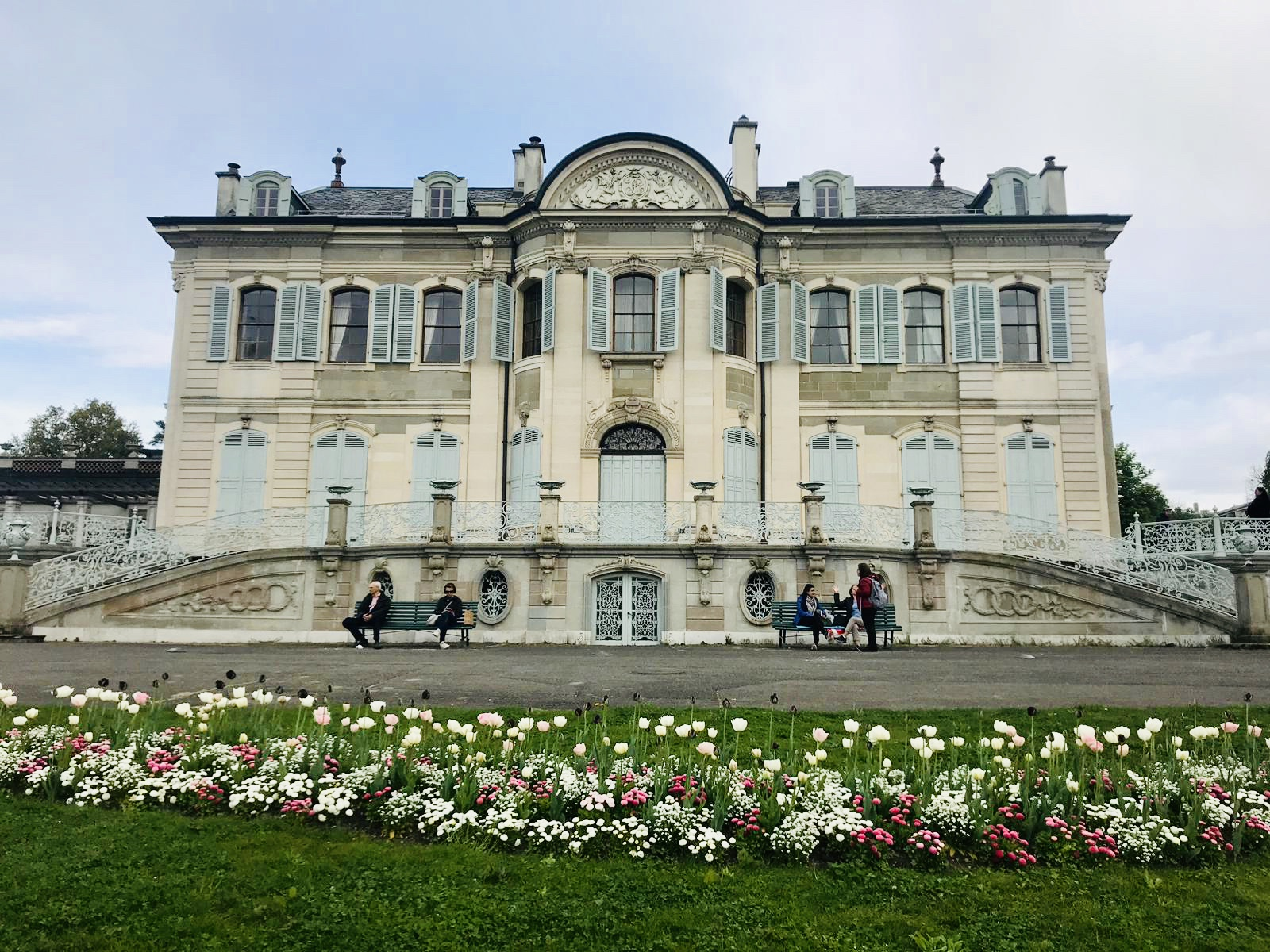
La Villa La Grange

La grande magione del XVIII secolo situata nel parco viene chiamata "Villa La Grange". La città di Ginevra organizza visite guidate alla scoperta degli interni della casa per permettere al pubblico di ammirare la biblioteca, le camere da letto e le sale di ricevimento. Le visite si svolgono una volta all'anno ed è obbligatorio registrarsi per poter partecipare perché il numero di posti è limitato.
Il 16 giugno 2021 la biblioteca della villa ha ospitato il Summit Russia-Stati Uniti del 2021 tra Joe Biden e Vladimir Putin.